# Banteay Neang
Banteay Neang (tiếng Khmer: បន្ទាយនាង) là một xã (khum) thuộc huyện Mongkol Borei, tỉnh Banteay Meanchey, tây bắc Campuchia.

## Làng
- Banteay Neang
- Ou Thum
- Phnum
- Kouk Pnov
- Trang
- Pongro
- Kouk Tonloab
- Trabaek
- Khile
- Samraong Pen
- Dang Run Lech
- Dang Run Kaeut
- Ou Snguot
- Prey Changha Lech
- Prey Changha Kaeut
- Ou Andoung Lech
- Ou Andoung Kandal
- Ou Andoung Kaeut
- Kouk Kduoch

- Chợ Banteay Neang